# Puente Santa Trinidad
El puente Santa Trinidad es un puente de Florencia sobre el río Arno. Es el puente en arco elíptico más antiguo del mundo. Sus arcos laterales miden 29 m, y el central 32 m. Se encuentra entre el puente Viejo, al este, y el puente alla Carraia, al oeste.

## Historia
El puente actual fue construido por el arquitecto Bartolomeo Ammanati entre 1567 y 1569. Situado río abajo del Puente Viejo, se hallaba en un punto clave de la ciudad medieval, que ya contaba con puentes de madera desde el siglo XIII. El de 1252 de piedra y el de piedra de 1333 fueron destruidos por una crecida del río. El puente de cinco arcos de Taddeo Gaddi de 1557 fue asimismo arrasado por la corriente, lo que llevó a la construcción del diseñado por Ammanati. 
En 1608, en el marco del casamiento de Cosimo II de' Medici y María Magdalena de Austria, se instalaron cuatro estatuas representando las estaciones: Primavera de Pietro Francavilla, Verano y Otoño de Giovanni Caccini, e Invierno de Taddeo Landini.
El 8 de agosto de 1944, en su retirada de la Segunda Guerra Mundial las tropas alemanas lo destruyeron. En 1958, se reconstruyó rescatando las piedras del Arno o tomando sus reemplazos de la cantera de donde se extrajeron las originales. El arquitecto Riccardo Gizdulich, y el ingeniero Emilio Brizzi dirigieron las reconstrucción. La cabeza perdida de Primavera fue encontrada en el lecho del Arno en octubre de 1961.

## Galería

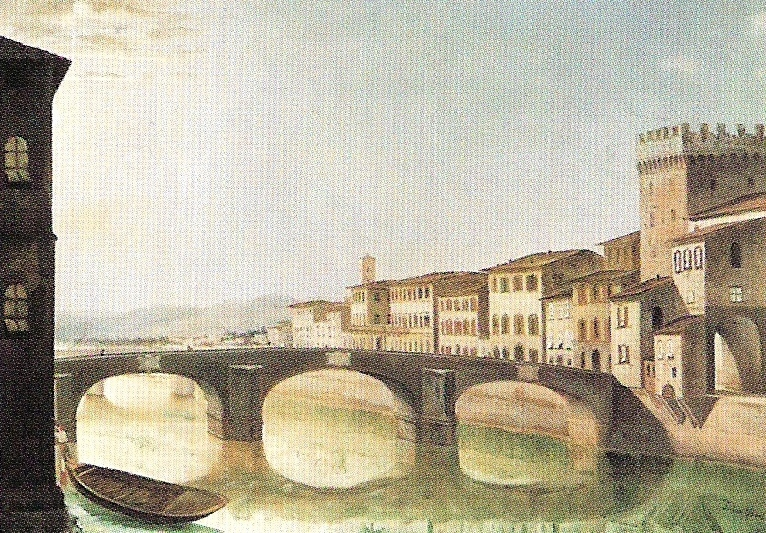
El puente en el siglo XIX
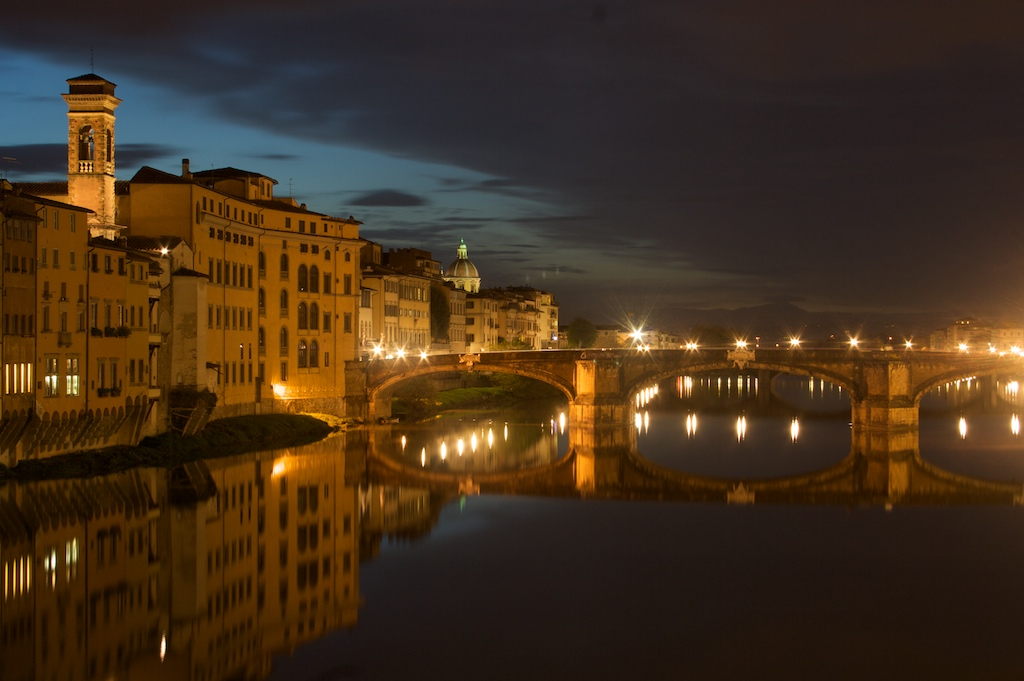
Vista desde el Ponte Vecchio